# عزم دوران ياكوفليفيان

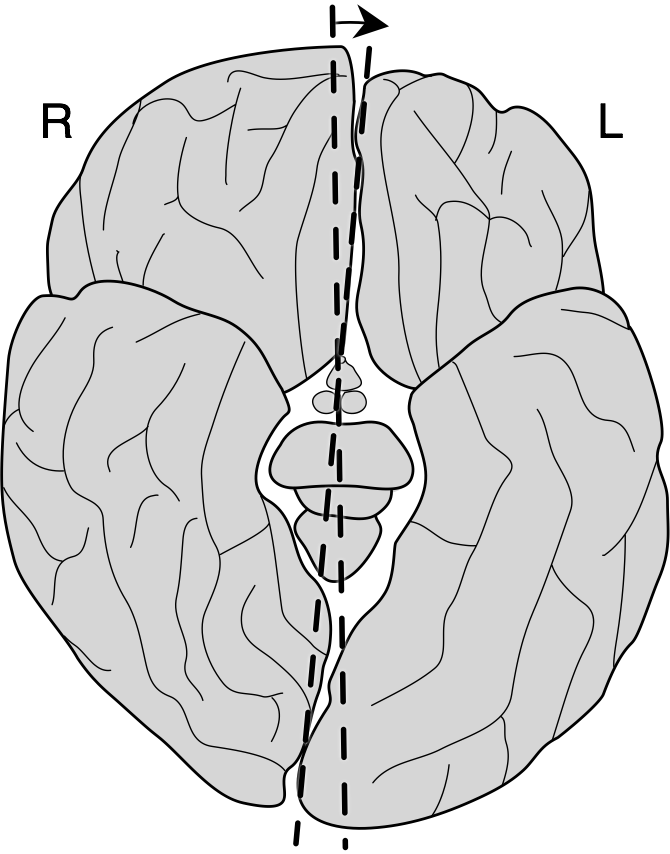
عزم دوران ياكوفليفيان في المخ (مبالغ فيه).

عزم دوران ياكوفليفيان (المعروف أيضًا باسم الانحناء القذالي أو عزم دوران الدماغ في اتجاه عقارب الساعة) (بالإنجليزية: Yakovlevian torque)‏ هو ميل الجانب الأيمن من الدماغ البشري إلى التشوه قليلاً للأمام بالنسبة إلى اليسار والجانب الأيسر من دماغ الإنسان ليتم تشويهه قليلاً للخلف بالنسبة إلى اليمين. هذا مسؤول عن بعض أوجه عدم التماثل، مثل كيف أن الثلم الوحشي للدماغ البشري غالبًا ما يكون أطول وأقل انحناءً على الجانب الأيسر من الدماغ بالنسبة إلى اليمين. وبطريقة أخرى، يمكن تعريف عزم الدوران ياكوفليفيان بوجود بيتاليا الأمامية اليمنى والقذالية اليسرى، وهي نتوءات لسطح نصف الكرة بالنسبة للآخر. سميت باسم بول إيفان ياكوفليف (1894-1983)، طبيب تشريح عصبي روسي أمريكي من كُلية الطب بجامعة هارفارد.

## التأثيرات

### استخدام إحدى اليدين
أظهرت مراجعة الأدبيات لعام 2012 أن دراسات مورفومتري وجدت باستمرار أن التأثيرات المتعلقة باستخدام إحدى اليدين تتوافق مع مدى عزم دوران ياكوفليفيان؛ زيادة عزم الدوران، كما يقاس بزيادة حجم البتاليا الأمامية اليمنى والبتالية القذالية اليسرى، تميل إلى أن تكون أكثر شيوعًا في الأفراد ذوي اليد اليمنى. الأفراد ذوو اليدين المختلطين.

### التلعثم التنموي
ارتبط انخفاض البتاليا الأمامية اليمنى والقذالية اليسرى وعدم تناسق البتاليا المعكوسة (أي البتاليا الأمامية اليسرى واليمنى القذالية) بالتلعثم التنموي لدى كل من الأولاد قبل سن المراهقة. قد يكون هذا مرتبطًا بالثلم الوحشي الذي يضم منطقة بروكا، الذي أدّى دورًا مهمًا في إنتاج الحديث (التواصل).

### اضطراب ثنائي القطب
وارتبط ازدياد حجم البتالية القذالية اليسرى الناجمة عن ارتفاع درجة عزم الدوران في ياكوفليفيان ارتباطا غير طبيعي بالاضطراب ثنائي القطب. وجد عام 2015 أن زيادة عدم التماثل في الفص القذالي، أو الانحناء القذالي، كان أكثر انتشارًا بأربع مرات في الأشخاص الذين يعانون اضطراب ثنائي القطب مقارنة بالضوابط الصحية. ينطبق هذا على المرضى الذين يعانون الاضطراب ثنائي القطب من النوع الأول والنوع الثاني.

## الوجود في الرئيسيات
تم العثور على عزم الدوران ياكوفليفيان في البشر المعاصرين وأشباه البشر الأحفوريين، ويظهر بشكل موثوق في وقت مبكر مثل الإنسان المنتصب. يتم فحص نمط البيتاليا في أسلاف البشر المنقرضة عن طريق القوالب الداخلية، حيث يتم صنع جبيرة من القبو القحفي: يمكن قياس عدم تناسق أسلاف البشر داخل الانطباعات من هذه القوالب.
أفاد بعض المؤلفين أنه تم العثور على أنماط بيتاليا مماثلة في عدد من الرئيسيات بما في ذلك قرود العالم القديم وقرود العالم الجديد والقردة العليا، لكن البعض الآخر أبلغ عن نتوءات مختلفة؛ يبدو أن هذه الاختلافات مرتبطة بالتقنيات المستخدمة لقياس البيتاليا، لذلك ليس من المفهوم جيدًا ما إذا كانت جميع الرئيسيات تظهر عزم ياكوفليفيان.